# Loco (mascotte)
Loco was een van de mascottes van de Walibi-parken (Walibi Sud-Ouest, Walibi Belgium, Walibi Rhône-Alpes en Walibi Holland). Hij werd met de start van het seizoen 2011 geïntroduceerd.

## Algemene informatie
Loco werd geïntroduceerd in 2011. In het verhaal van Walibi was Loco de drummer van de SkunX. De SkunX is de rivaliserende band met de SkunX band. Walibi was de leider van de Walibi Adventure Band terwijl zijn tweelingbroer aanvoerder was van de SkunX band. Deze twee bands namen het tegen elkaar op in Walibi Holland tijdens de show; Rockstars: The Battle.
Afbeeldingen · Geschiedenis van Walibi Belgium
Afbeeldingen · Lijst van attracties